# Стэнли, Артур Пенри
Артур Пенри Стэнли (13 декабря 1815, Элдерлей-Эдж, Чешир — 18 июля 1881, Лондон; также известен как «декан Стэнли») — британский англиканский религиозный деятель, либеральный богослов, историк церкви и духовный писатель, преподаватель, декан Вестминстера в 1864—1881 годах. Принадлежал к Церкви Англии.

## Биография
Был сыном Эдварда Стэнли (1779—1849), епископа диоцеза Норвич, известного либерального богослова и сторонника реформы школьного образования. Среднее образование получил в школе Рагби под руководством Томаса Арнолда, где считался одним из лучших учеников; в 1834 году, выиграв стипендию, поступил в Баллиол-колледж в Оксфорде, где изучал богословие и в 1837 году получил Ньюдигейтскую премию за написанную им на английском языке поэму; два года спустя получил премию за эссе на латыни, а в 1840 году — премии за эссе на английском языке и по богословию. Преподавать начал ещё до завершения обучения, в 1839 году был рукоположён, с 1840 года преподавал в Университетском колледже; открыто заявлял о своей приверженности идеям так называемой партии «широкой церкви» (broad church), несмотря на господство в Оксфорде того времени противоположных настроений (высокая церковь).
В 1845 году был назначен университетским проповедником, в 1850 году получил должность секретаря в комитете колледжа по реформам, занимая её на протяжении двух лет; с 1851 по 1858 год занимал должность каноника Кентерберийского собора, в 1852—1853 годах совершил путешествие в Палестину, Египет и Аравию, занимаясь сбором материала по истории христианства на этих территориях. В 1858 году получил должность профессора кафедры истории церкви в Оксфордском университете и каноника в колледже Крайст-Чёрча. С 1854 года был также капелланом принца Альберта, с 1857 года — Тейта, епископа Лондона, а в 1862 году — королевы и принца Уэльского; в 1863 году сопровождал принца Уэльского Эдуарда VIII в его поездке на Восток и в том же году отказался от архиепископской кафедры в Дублине; в 1864 году стал деканом Вестминстера и занимал эту должность до конца своей жизни. В 1872 году был вторично избран университетским проповедником и в том же году принимал участие в конгрессе старокатоликов в Кёльне; 31 марта 1875 года получил должность лорда-ректора в Сент-Эндрюсском университете, в 1876 году был избран членом Американской академии наук и искусств; в 1878 году совершил поездку в США с целью поправить здоровье, где получил тёплый приём, выступал перед студентами Объединённой богословской семинарии в Нью-Йорке, встречался со многими баптистскими проповедниками, прочёл проповеди в нескольких церквях.
Был известен своими либеральными взглядами, придерживался позиций «мягкого разъяснения» основ христианской веры и терпимости, занимался благотворительностью. Написал большое количество богословских трудов и работ по истории христианства. Наиболее известные произведения: «Life of Arnold» (1844, о Томасе Арнолде); «Sermons and essays on the apostolic age» (1847); «Historical memorials of Canterbury» (1854); «Sinai and Palestine» (1856); «Lectures on the history of the Eastern Church» (1861; 5-е издание — 1883); «Lectures on the history of the Jewish Church» (1862—1876, 3 тома; 8-е издание — 1884); «Scenes of the East» (1863); «Sermons Preached before the Prince of Wales during his Tour in the East, with Descriptions of Places Visited» (1863); «Historical memorials of Westminster Abbey» (1867; 5-е издание — 1882); «Essays chiefly on questions of Church and State from 1850–1870» (1870); Lectures on the Church of Scotland (1872). Его перу принадлежат также многочисленные эссе, статьи, проповеди (из последних наиболее известна проповедь на смерть Чарльза Лайелла, прочитанная в Вестминстере), лекции для молодёжной христианской ассоциации. Был известен также как редактор, сотрудничал с рядом периодических религиозных изданий, написал множество статей для Библейского словаря Уильяма Смита. В последние годы жизни состоял членом ассоциации по пересмотру Библии.